# Luleb Niusa
Luleb Niusa är en sjö i Arjeplogs kommun i Lappland och ingår i Umeälvens huvudavrinningsområde. Sjön har en area på 0,469 kvadratkilometer och ligger 678,3 meter över havet.

## Delavrinningsområde
Luleb Niusa ingår i det delavrinningsområde (735275-152963) som SMHI kallar för Mynnar i Laisälvens vattendragsyta. Medelhöjden är 757 meter över havet och ytan är 75,81 kvadratkilometer. Räknas de 20 avrinningsområdena uppströms in blir den ackumulerade arean 371,68 kvadratkilometer. Barasjåkkå som avvattnar avrinningsområdet har biflödesordning 4, vilket innebär att vattnet flödar genom totalt 4 vattendrag innan det når havet efter 450 kilometer. Avrinningsområdet består mestadels av skog (43 procent) och kalfjäll (53 procent). Avrinningsområdet har 1,86 kvadratkilometer vattenytor vilket ger det en sjöprocent på 2,4 procent.